# Андаманский креольский хинди
Андаманский креольский хинди (Andaman Creole Hindi, Andaman Hindi) является разговорным языком в торговле на Андаманских и Никобарских островах, на котором как на родном говорят особенно в городе Порт-Блэр и в 40 деревнях на юге. Сингх (1994) описывает его креолизацию языков хиндустани, бенгальского и малаялам.